# فرانك نيوتن
فرانك نيوتن (بالإنجليزية: Frank Newton)‏ (28 أكتوبر 1883 في المملكة المتحدة - 27 فبراير 1959 في المملكة المتحدة) هو لاعب كرة قدم بريطاني (وحمل سابقاً جنسية المملكة المتحدة لبريطانيا العظمى وأيرلندا) في مركز الهجوم. لعب مع أولدهام أثلتيك وبرادفورد سيتي ونادي بيرنلي ونادي تشيسترفيلد ونادي ليتون ‏ ونادي برادفورد بارك أفنيو.